# Georg Joseph

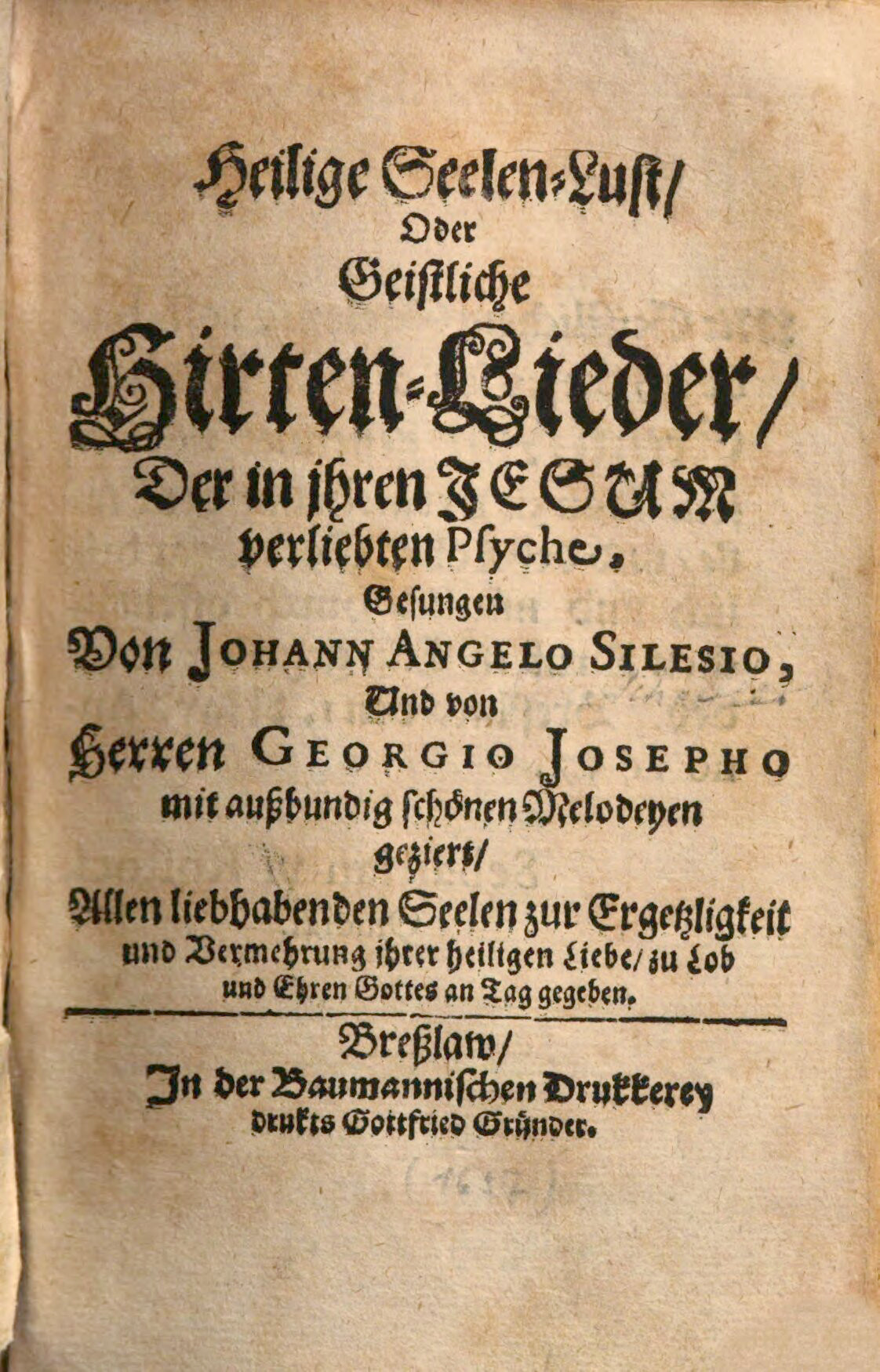
Heilige Seelen-Lust, Titelseite 1657

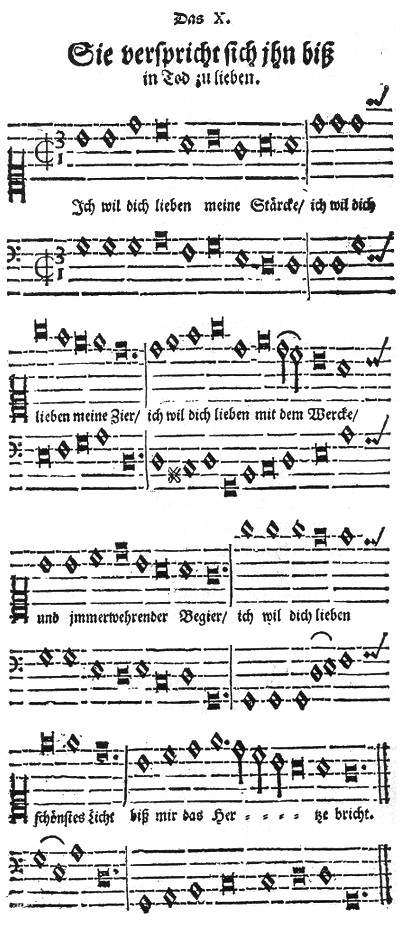
Ich will dich lieben, meine Stärke, Melodie und Bass von Georg Joseph, in: Heilige Seelen-Lust, Ausgabe Breslau 1668

Georg Joseph (latinisiert Georgius Josephus, * um 1620; † um 1668) war ein deutscher Barockkomponist, der im Dienst des Fürstbischofs von Breslau stand.

## Leben
Georg Joseph war 1657 und 1668 der musikalische Bearbeiter von Johann Schefflers geistlicher Liedersammlung Heilige Seelen-Lust oder geistliche Hirten-Lieder der in ihren Jesum verliebten Psyche. 184 der 200 Melodien mit Generalbass stammen von ihm selbst. Mit ihrer textausdeutenden, gelegentlich melismatischen Expressivität gehören sie zur Gattung der barocken Solo-Aria für die häusliche Musikpraxis von Adel und Bürgertum.
Von Georg Josephs Melodien zu Texten Johann Schefflers finden sich zahlreiche im Grüssauer Passionsbuch Schmertzhaffter Lieb- und Creutz-Weeg wieder, einem Andachtsbuch, das 1682 vom Grüssauer Abt Bernhard Rosa herausgegeben wurde.
Josephs Melodien zu Ich will dich lieben, meine Stärke und Morgenstern der finstern Nacht sind in katholischen Gemeindegesangbüchern enthalten (Gotteslob 358 und 372).